# Gegharkunik
Pour l’article homonyme, voir Gegharkunik (communauté).
Le Gegharkunik, Gégharkounik ou Gélarkounik (en arménien Գեղարքունիք) est un marz de l'Arménie situé au nord-est du pays, dont la capitale est Gavar. Il est bordé à l'est par l'Azerbaïdjan (et au sud-est par les territoires contrôlés par le Haut-Karabagh), au sud par le marz de Vayots Dzor, à l'ouest par ceux d'Ararat et de Kotayk, et au nord par celui de Tavush. C'est au cœur de cette région que s'étend le lac Sevan, le plus grand d'Arménie.
L'enclave d'Artsvashen, bien qu'occupée par l'Azerbaïdjan, est rattachée à la région.

## Géographie
Le marz a une superficie de 5 348 km2, soit 18 % de la superficie totale du pays.

### Situation
|                | Marz de Tavush      | Azerbaïdjan   |
| Marz de Kotayk | marz de Gegharkunik | Azerbaïdjan   |
| Marz d'Ararat  | Marz de Vayots Dzor | Haut-Karabagh |

### Géographie physique
Le territoire du marz est situé au nord-est du haut-plateau arménien, tout autour du lac Sevan qui en est le lac principal ; l'altitude minimale est de 1 325 m, l'altitude maximale de 3 598 m. Le principal cours d'eau est l'Argichti.

### Géographie humaine
Outre la capitale Gavar, la région compte quatre autres villes (« communautés urbaines »), Martouni, Sevan, Tjambarak et Vardenis, et 87 « communautés rurales » (93 villages).
| Gavar | Sevan | Tjambarak | Martouni | Vardenis |
| 1. Berdkunk 2. Gandzak 3. Gavar 4. Gegharkunik 5. Hayravank 6. Karmirgyugh 7. Lanjaghbyur 8. Lchap 9. Noradouz 10. Sarukhan 11. Tsaghkachen 12. Tsovazard | 1. Chkalovka 2. Ddmashen 3. Geghamavan 4. Lchashen 5. Norashen 6. Semyonovka 7. Sevan 8. Tsaghkunk 9. Tsovagyugh 10. Varser 11. Zovaber | 1. Aghberk 2. Antaramej 3. Artanich 4. Artsvashen 5. Aygut 6. Dprabak 7. Drakhtik 8. Dzoravank 9. Getik 10. Jil 11. Kalavan 12. Martouni 13. Shorzha 14. Tjambarak 15. Ttujur 16. Vahan | 1. Artsvanist 2. Astghadzor 3. Dzoragyugh 4. Eranos 5. Geghhovit 6. Lichk 7. Madina 8. Martouni 9. Nerkin Getashen 10. Tsakkar 11. Tsovazar 12. Tsovinar 13. Vaghashen 14. Vardadzor 15. Vardenik 16. Verin Getashen 17. Zolakar | 1. Akhpradzor 2. Akunk 3. Areguni 4. Arpunk 5. Avazan 6. Ayrk 7. Azat 8. Daranak 9. Geghakar 10. Geghamabak 11. Geghamasar 12. Jaghatsadzor 13. Kakhakn 14. Karchaghbyur 15. Khachaghbyur 16. Kut 17. Kutakan 18. Lchavan 19. Lusakunk 20. Makenis 21. Mets Masrik 22. Nerkin Shorzha 23. Norabak 24. Norakert 25. Pambak 26. Pokr Masrik 27. Shatjrek 28. Shatvan 29. Sotk 30. Torfavan 31. Tretuk 32. Tsapatagh 33. Tsovak 34. Vanevan 35. Vardenis 36. Verin Shorzha |

## Histoire
La région porte le nom du roi légendaire et ancêtre des Arméniens Gegham.
Selon Cyrille Toumanoff, une dynastie de « méliks » s'implante dans la région au XVe siècle, les « Haykides-Ouloubékides-Schahnazarides » issus du prince Shahinshah :
- vers 1460 : Irist ou Mirza Ier ;
- vers 1490 : Mirza(dan) II le Juste, son fils ;
- vers 1520 : Mélikbek Ier, son fils aîné ;
- vers 1550 : Balasan Ier, son fils ;
- mort en 1578 : Mélikbek II, fils d'Abov, lui-même fils de Melikset, second fils de Mirzadan II ;
- 1578-1608 : Schahnazar Ier, son fils aîné ;
- mort en 1606 : Eaur, fils aîné ;
- 1606-1625 : Isaïe, son frère, souche des méliks postérieurs de Gegharkunik ;
- 1608-1630 : Mirza III, fils cadet de Mélikbek II, à l'origine des méliks de Varanda au Karabagh.

Par ailleurs, le troisième fils de Mirzadan II le Juste, Élisée, serait le père de Pir Hamza (vers 1549), le premier des dynastes ou méliks de Gardam.

### Marz
Comme les autres marzer arméniens, le marz de Gegharkunik a été créé par la Constitution arménienne adoptée le 5 juillet 1995, mise en œuvre sur ce point par la loi relative à la division territoriale administrative de la République d'Arménie du 4 décembre 1995 et par le décret relatif à l'administration publique dans les marzer de la République d'Arménie du 2 mai 1997. Le marz de Gegharkunik a ainsi été constitué par la fusion de cinq raions soviétiques : Basargechar, Kamo, Krasnoselsk, Sevan, et Martouni.

## Démographie
La population du marz s'élève en 2011 à 242 400 habitants, soit 7,4 % de la population du pays.
| 1991    | 1993    | 1995    | 1997    | 1999    | 2001    | 2002    | 2003    |
| ------- | ------- | ------- | ------- | ------- | ------- | ------- | ------- |
| 249 500 | 248 800 | 240 700 | 238 300 | 238 800 | 237 900 | 237 700 | 238 000 |

| 2004    | 2005    | 2006    | 2007    | 2008    | 2009    | 2010    | 2011    |
| ------- | ------- | ------- | ------- | ------- | ------- | ------- | ------- |
| 238 500 | 239 100 | 239 400 | 239 600 | 240 100 | 240 900 | 241 500 | 242 400 |

En 2011, la population urbaine représente 33 % de la population totale.
| 1991           | 1993           | 1995           | 1997           | 1999           | 2001           | 2002           | 2003           |
| -------------- | -------------- | -------------- | -------------- | -------------- | -------------- | -------------- | -------------- |
| 96 500 153 000 | 94 600 154 200 | 88 200 152 500 | 84 800 153 500 | 82 900 155 900 | 79 900 158 000 | 78 900 158 800 | 79 600 158 400 |

| 2004           | 2005           | 2006           | 2007           | 2008           | 2009           | 2010           | 2011           |
| -------------- | -------------- | -------------- | -------------- | -------------- | -------------- | -------------- | -------------- |
| 79 700 158 800 | 79 800 159 300 | 79 700 159 700 | 79 600 160 000 | 79 500 160 600 | 79 500 161 400 | 79 600 161 900 | 79 900 162 500 |

| Hommes | Classe d’âge | Femmes |
| ------ | ------------ | ------ |
| 1,2    | 80 ans ou +  | 2,4    |
| 2,2    | 75 à 79 ans  | 3,0    |
| 2,7    | 70 à 74 ans  | 3,8    |
| 1,5    | 65 à 69 ans  | 2,0    |
| 2,7    | 60 à 64 ans  | 3,3    |
| 4,4    | 55 à 59 ans  | 5,0    |
| 6,8    | 50 à 54 ans  | 7,2    |
| 7,5    | 45 à 49 ans  | 7,5    |
| 6,5    | 40 à 44 ans  | 6,2    |
| 6,1    | 35 à 39 ans  | 5,9    |
| 7,5    | 30 à 34 ans  | 7,0    |
| 9,6    | 25 à 29 ans  | 9,0    |
| 10,7   | 20 à 24 ans  | 10,3   |
| 9,5    | 15 à 19 ans  | 9,4    |
| 8,1    | 10 à 14 ans  | 7,2    |
| 6,5    | 5 à 9 ans    | 5,5    |
| 7,2    | 0 à 4 ans    | 6,0    |

## Tourisme
Les monastères de Hayravank et de Sevanavank ainsi que le cimetière de Noradouz se trouvent à l'ouest de la région, sur les bords du lac Sevan, et celui de Makenyats Vank au sud du même lac. Ce dernier fait en outre partie depuis 1978 du parc national du lac Sevan.

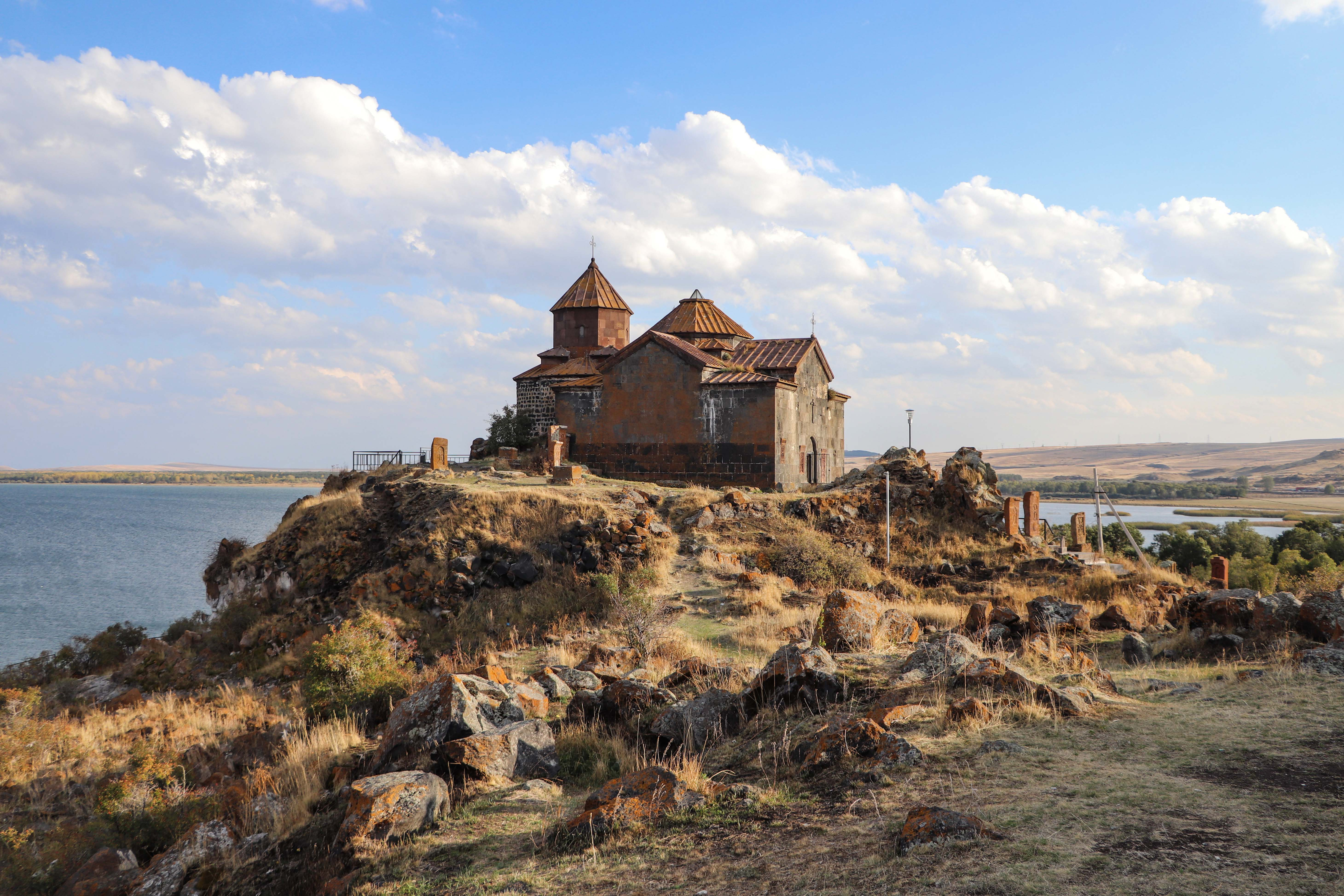
Le monastère de Hayravank.
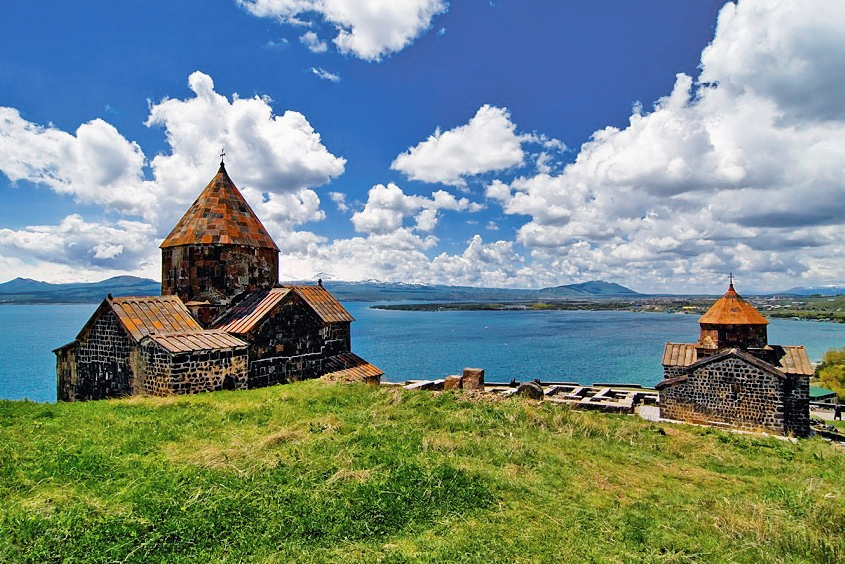
Le monastère de Sevanavank.
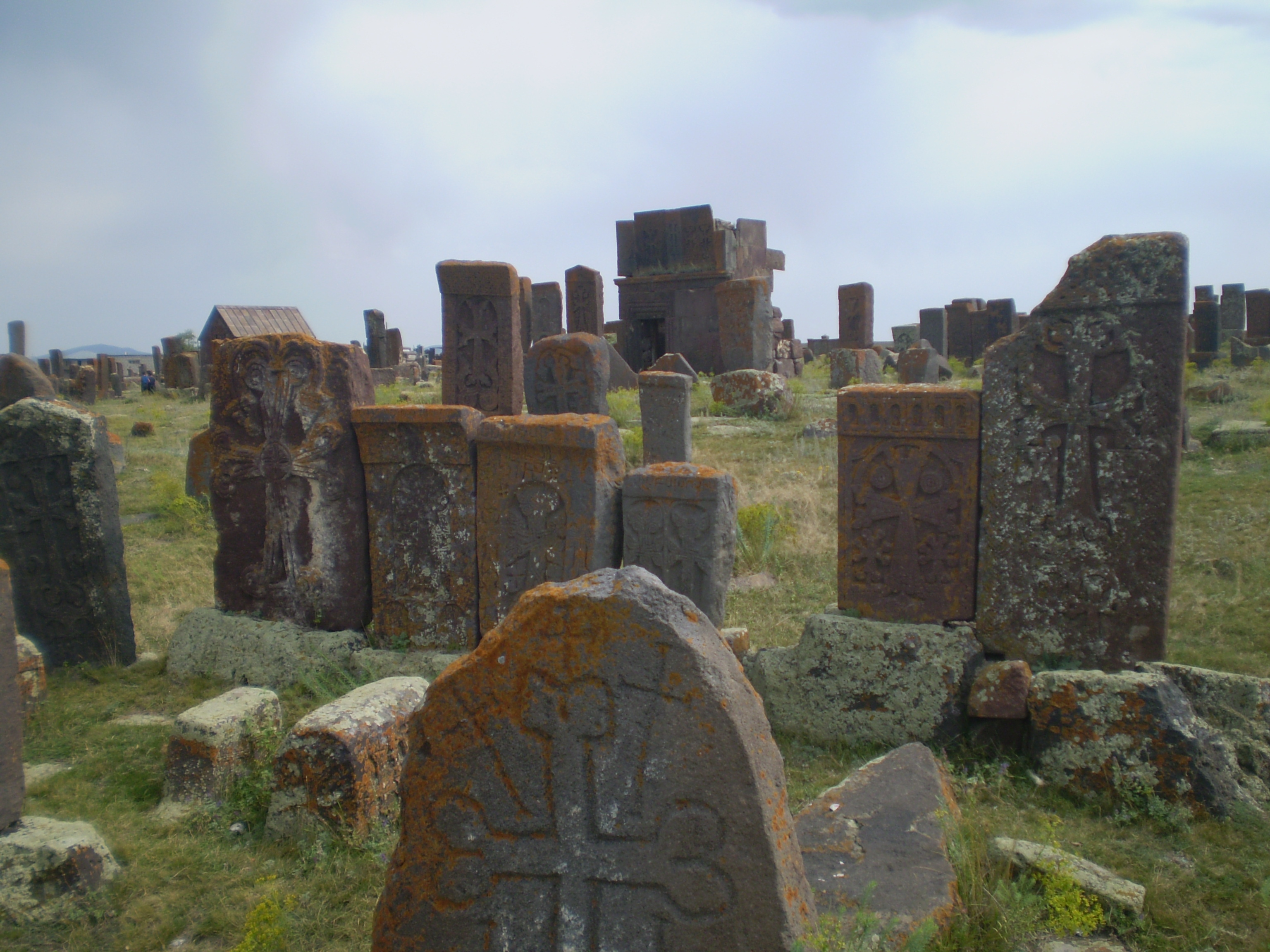
Le cimetière de Noradouz.
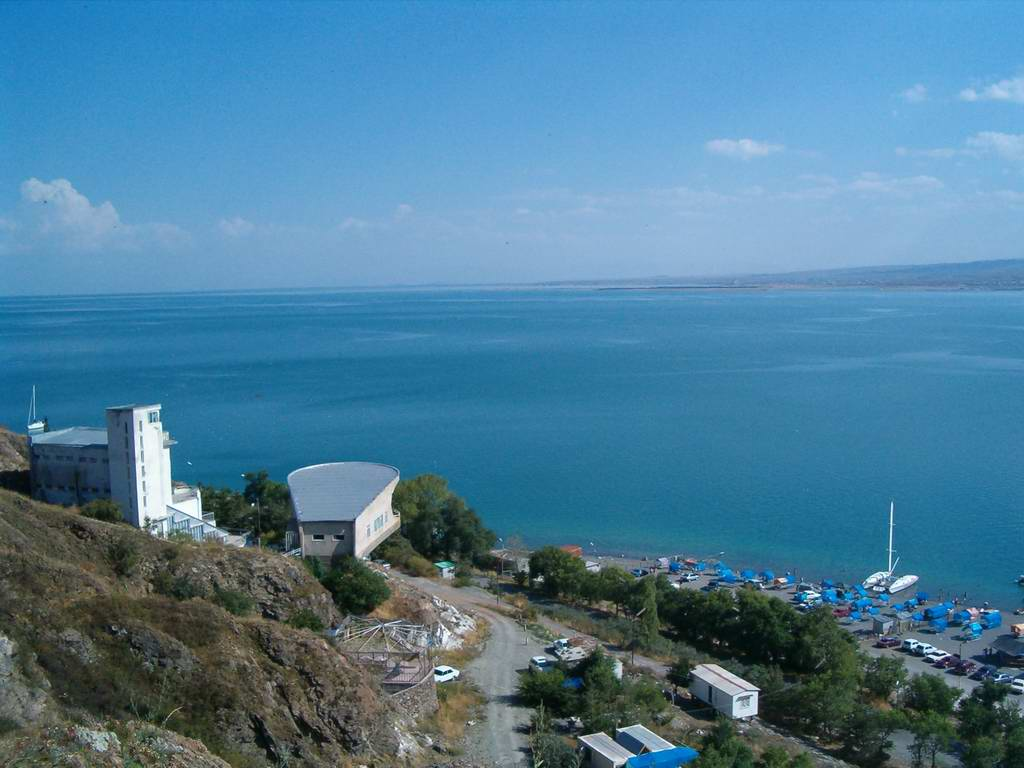
La maison de l'écrivain du lac Sevan (de).